# Šokci
Šokci (en serbocroata: Šokci, Шокци, en húngaro: Sokácok; pronunciación en croata: /ʃǒkt͡si/, SHOK-tsi) son un grupo étnico croato nativo de las regiones históricas de Baranya, Bačka, Eslavonia y Sirmia. Actualmente, estas regiones abarcan el este de Croacia, el suroeste de Hungría y el norte de Serbia. Principalmente se identifican a sí mismos como un subgrupo de croatas y, por lo tanto, no se consideran una etnia separada en Croacia y en otros lugares. 
Los šokci siguen el rito latino de la Iglesia católica. 

## Población
Se considera que los šokci son una población nativa de Eslavonia y Sirmia en Croacia. La Oficina de Estadística de Croacia no registra el šokci como un narodnost aparte (2001). Según el censo de 2011 en Serbia, 607 personas se declararon como de etnia šokci. Fuera de Eslavonia y Sirmia, viven en las localidades de Bački Monoštor, Sonta, Sombor, Bački Breg en Bačka, Serbia y Hercegszántó en Hungría. 

## Etnónimo
El término šokac (masculino), šokica y šokčica (femenino), se usa para los hablantes de croata ikaviano nativos de Eslavonia, Baranja, Bačka y Bosnia. Los documentos más antiguos son de 1644-1698, 1702 (población de la diócesis de Đakovo), y les llaman katolici, Šokci jali Slovinci ... Šokci rehuć Slovinci katolici. En Croacia, particularmente en Lika, se opone al término valacos (para los serbios ortodoxos), que los serbios lo usan de manera peyorativa a su vez para los croatas. La denominación šokčiti ("catolicizar"), šoketati ("hablar ikaviano"). Eslavonia oriental y Sirmia occidental en Croacia son conocidas a menudo como Šokadija ("tierra de los šokci"), aunque el término no está limitado geográficamente, sino es más bien un apodo general para la "tierra ancestral" de los šokci. El etnónimo es de derivación etimológica desconocida, y existen varias hipótesis sobre su origen.
Matija Petar Katančić (1750-1825), el primero en teorizar sobre el tema, conectó el etnónimo con el topónimo Succi o Succus en Tracia, que se encuentra en la obra de Ammianus Marcellinus. También lo derivó de šljivov sok ("jugo de ciruela"). Ćiro Truhelka lo derivó del albanés shoq <latín sočius, pero la comparación con el apellido montenegrino Šoć lo hace descartable.zref name=sko/> Otros, incluido Vuk Karadžić, lo derivaron de la palabra italiana sciocco (/ˈʃɔkko/) ("frenético, loco"). Friedrich Kluge en 1924 lo derivó del alemán schock, "un destacamento de sesenta hombres", que era el tamaño de las patrullas fronterizas históricas en el Sava. V. Skarić en 1932 teorizó que se derivaba del alemán der Sachse ("los sajones", serbocroata Sas), para lo que no hay evidencia histórica. Petar Skok lo derivó del sustantivo turco-persa šoh ~ suh ("malvado, desvergonzado, inmundo") con el sufijo -gin, -kin ("inmundo"). En su diccionario etimológico inacabado publicado en 1973, los editores consideraron más razonable el rumano şoacăţ con el significado primario un ratón, y como significado secundario una burla para los europeos occidentales (especialmente los alemanes) que vestían a la moda urbana, del cual deriva el adjetivo şoacăfesc (alemán), abstracción įoacăţie. Otras suposiciones son de la palabra serbocroata skok o uskok ("saltar"), o de la etimología popular šaka ("puño"), por la forma en que hacen la señal de la cruz, que es diferente del signo ortodoxo con tres dedos.

## Origen
El origen del pueblo šokci no está completamente claro. La opinión predominante de los eruditos modernos, basada en la etimología, es que eran católicos que se trasladaron desde el sur, a través del Sava desde Bosnia, al final de las guerras otomanas en Europa, mientras los otomanos se retiraban. Se considera que los šokci en Baranja son descendientes de colonos de una migración masiva de croatas desde un área cerca de Srebrenica hacia la región después de la retirada otomana en el siglo XVIII. Independientemente de exactamente cuándo se establecieron allí, se considera que los šokci son una población croata indígena de Eslavonia y Vojvodina, lo que los distingue de la mayoría de la población actual de estas regiones que son descendientes de colonos posteriores. El sentimiento de ser indígena en lugar de colono es una característica importante para la población.

## Historia

### Siglos XVII-XX

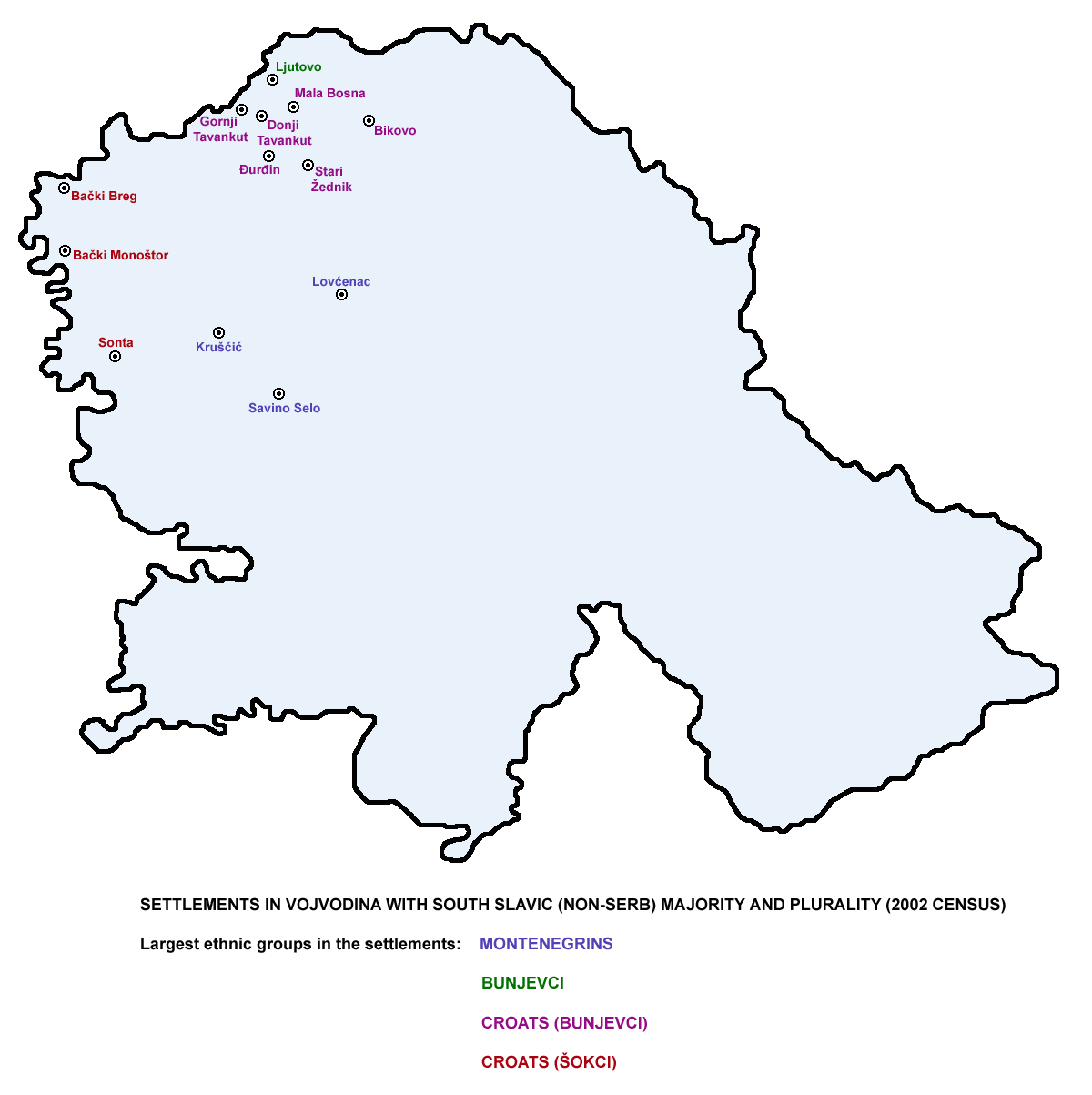
Minorías eslavas meridionales no serbias en Voivodina, 2002.

El primer defter turco otomano conocido que menciona a los šokci data de 1615, un fermán del sultán Ahmed I, fechado en Safer 9, 1024 según el calendario islámico, en el que se refirió a ellos como población de la "fe latina" cuya "religión es completamente diferente de la fe de los serbios, griegos y valacos ". También se mencionan en documentos de la Iglesia católica en los que solicitan a Jeronim Lučić que se convirtiera en obispo de Bosnia y Eslavonia en 1635, y en un documento que se remonta a 1697, cuando Eugenio de Saboya invadió el territorio otomano hasta Sarajevo.
En el censo de 1702 de Đakovo, una de las ciudades que fue recuperada del imperio Otomano tras el tratado de Karlowitz, había entre quinientos y seiscientos habitantes descritos como católicos eslavos/eslavones (latín, Slavi catholicae fidae). Tadija Smičiklas volvió a publicar más tarde el mismo censo y utilizó los términos Slovinci y/o Šokci, registrando cuatrocientos habitantes. Según el contemporáneo Antun Kanižlić (1699-1766), el término šokci era un término de jerga para referirse a los católicos eslavos que usaban los ortodoxos.
Según el censo austríaco en Bačka de 1715, los serbios, bunjevci y šokci comprendían el 97,6% de la población. El censo de 1720 en Bačka registró un 72% de serbios y un 22% de bunjevci y šokci. Después del Tratado de Passarowitz (1718), el primer censo de los Habsburgo registró en el Banato unos 20.000 ciudadanos, en su mayoría serbios.
Los antiguos censos austrohúngaros mostraban un gran número de šokci, tanto en Croacia/Eslavonia como en Voivodina. Según los datos de 1840, la población de Croacia, Eslavonia y Voivodina ascendía a 1.605.730 personas, de las cuales 777.880 (48%) eran croatas, 504.179 (32%) serbios y 297.747 (19%) šokci. Los šokci estaban concentrados en los condados de Požega, Virovitica y Sirmia, y en la frontera militar de Eslavonia. Según el censo de 1910 de Austria-Hungría, había 88.209 bunjevci y šokci en la parte húngara.

### Actualidad
Iglesia católica de Sonta, Serbia.
Los šokci que viven en Croacia y Hungría, así como muchos de los que viven en Serbia, se consideran hoy en día un subgrupo de los croatas. En Serbia, los šokci y los bunjevci han sido registrados como una afiliación nacional o étnica diferenciada por el censo nacional en 1991 y 2002. A diferencia de los bunjevci, el otro grupo católico eslavo de la misma zona, los šokci se declaran mayoritariamente croatas en lugar de grupo separado, y algunos de ellos se han declarado yugoslavos en el censo. En el censo de 1991, había 1.922 šokci declarados en lo que más tarde se convirtió en la República Federal de Yugoslavia, y un número mucho mayor de croatas. La población que declaró šokci como su etnia en el censo de 2002 es pequeña y aparece en listas resumidas como "otros", mientras que había más de 70.000 croatas declarados. La elección de la etnia entre šokac y croata que se promueve en Serbia es descrita por los estudiosos en Croacia como extraña y dañina, porque exacerba los mitos šokac de la independencia y la antigüedad, los coloca en el ámbito del folclore político y ayuda a reavivar varios conflictos del siglo XIX entre croatas y serbios.
Los pueblos con una población numerosa de šokac en la región de Bačka son: Sonta (municipio de Apatin), Bački Breg y Bački Monoštor (municipio de Sombor). En el censo de 2002 en Serbia, la mayoría de los habitantes de estos pueblos se declararon croatas. La mayoría de los Šokci húngaros viven en la región de Baranya, particularmente en la ciudad de Mohács.

## Lenguaje

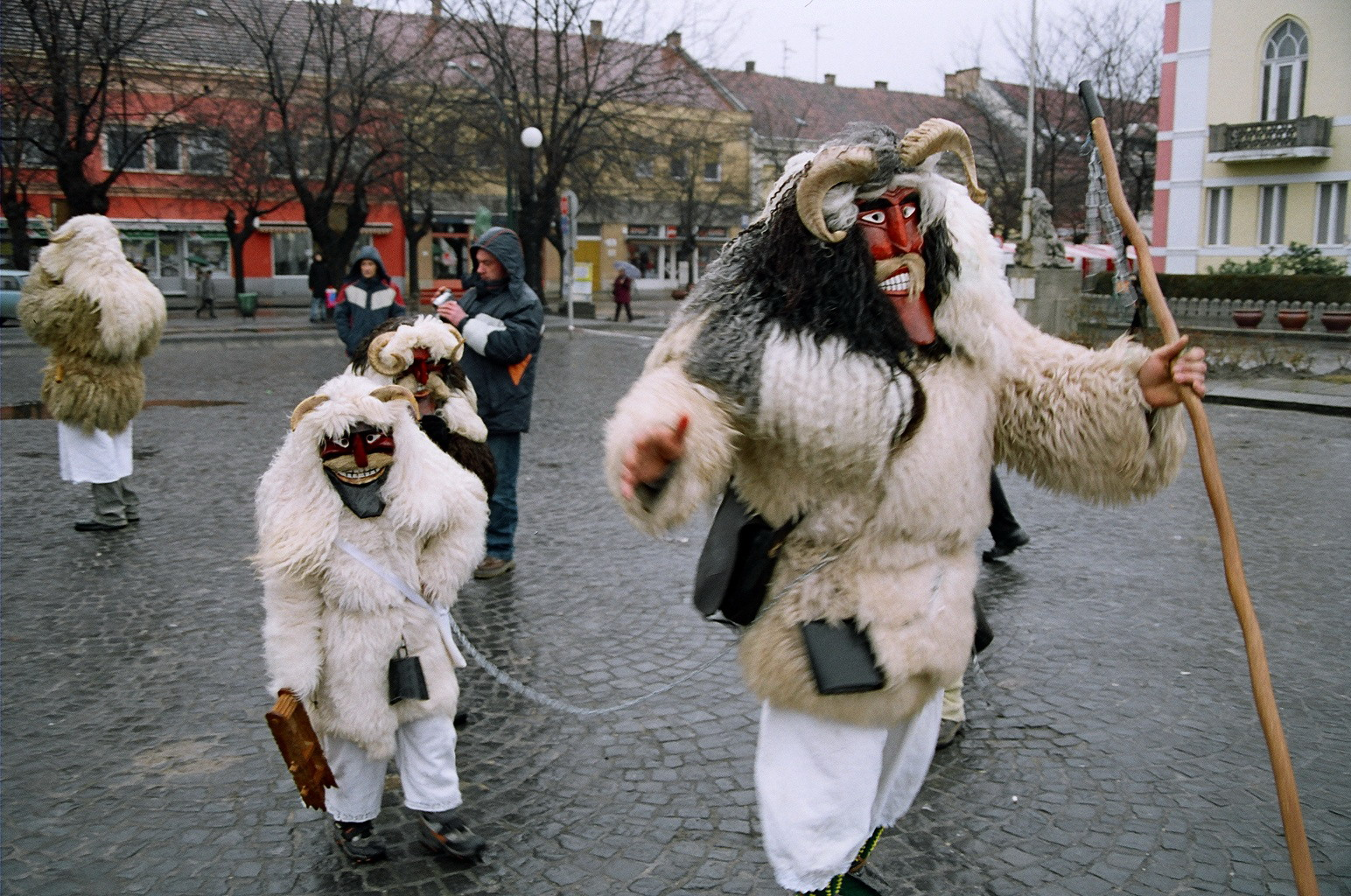
Šokci celebrando el final del invierno en Mohács, Hungría.

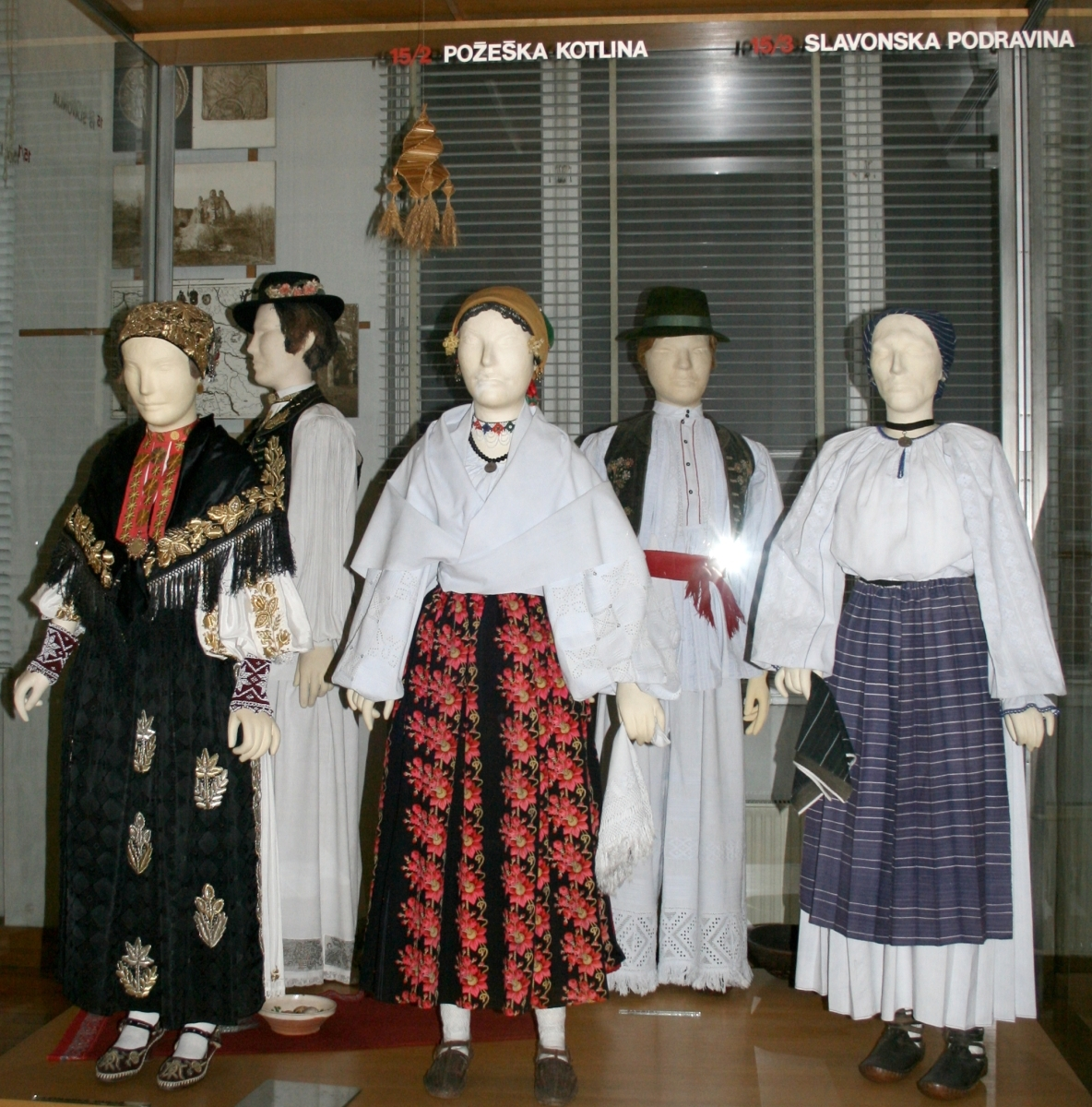
Trajes tradicionales del condado de Požega-Eslavonia.

Los Šokci hablan un antiguo subdialecto eslavónico shtokaviano que es hablado casi exclusivamente por šokci. El dialecto eslavonio tiene un acento mixto ikaviano y ekaviano. El ikaviano es predominante en Posavina, Baranja, Bačka y en el enclave del subdialecto eslavo de Derventa, y el ekaviano en Podravina. También hay enclaves de un acento en el territorio del otro, y también de acentos mixtos ekaviano-ikaviano y jekaviano-ikaviano. En algunas localidades de Hungría, se conserva el sonido yat eslavo original.

## Cultura

### Tradiciones
Muchas de las tradiciones de los šokci están influenciadas por su entorno. Viven en la fértil llanura de Panonia, donde cultivan granos y maíz en grandes campos que rodean sus pueblos. Los pueblos a menudo tienen una calle principal (šor) donde cada casa familiar tiene edificios auxiliares y un patio espacioso en la parte posterior, así como un pozo de agua. La calle central está rodeada a ambos lados por canales de agua, los cuales tienen pequeños cruces para llegar a las casas.
Las familias suelen criar aves de corral, en particular patos y gansos, aunque la principal fuente de carne son los cerdos, que casi inevitablemente son criados por los šokci. Disfrutan de los productos a base de cerdo como el jamón, las salchichas (en especial el kulen) y el tocino. Estos productos se obtienen habitualmente mediante la tradicional matanza de otoño. La fruta más común son las ciruelas, sobre todo porque a menudo se fermenta en un licor llamado rakija.
La abundancia en la que han vivido tradicionalmente ha hecho de los šokci un pueblo naturalmente alegre, que presta mucha atención al folclore. Cada pueblo šokac tiene inevitablemente una sociedad cultural en la que cultivan sus canciones y bailes populares. Una costumbre popular es el bećarac. También celebran una festividad anual llamada Šokačko sijelo, que se lleva a cabo durante un período de nueve días en febrero, siendo el evento tradicional más grande en el área de Posavina cerca de Županja, que presenta la cultura y las tradiciones locales.

### Música
La característica más reconocible de la cultura šokci es su música, que se toca principalmente con la tambura. Muchas bandas de tambura alcanzaron fama nacional en Croacia. El cuerpo de la tambura se fabricaba tradicionalmente con madera de arce, álamo o ciruelo, mientras que hoy en día está hecho principalmente de picea o abeto. Otro de los instrumentos utilizados en el pasado fue la gaita. Se presta mucha atención a las tradicionales festividades nupciales, a veces incluso captan la atención de pueblos enteros. 

### Trajes tradicionales
El traje tradicional de los šokci, llamado rubina, está hecho de tela de lino blanco con adornos de encaje, y la parte principal es una blusa llamada oplećak i krila. La mayoría de las mujeres usan todo el atuendo solo en verano, reemplazándolo con una falda de lana en el invierno. La decoración más apreciada de un traje de šokac son las monedas de oro conocidas como dukati (ducados). Una niña rica šokac tendría una gran cantidad de dukati tejidas en su pecho no solo como decoración sino como una clara señal de que proviene de una familia adinerada. 

## Personalidades
- Ivan Skerlecz, ban croata, nacido en Oroszló.
- Josip Šokčević, ban croata, nacido en Vinkovci.
- Mara Švel-Gamiršek, escritor.
- Matija Antun Relković, escritor, nacido en Davor.
- Julijana Matanović, escritora croata.
- Josip Kozarac, escritor, nacido en Vinkovci.
- Ivan Kozarac, escritor, nacido en Vinkovci.
- Ilija Okrugić, escritor, nacido en Sremski Karlovci.
- Martin Novoselac, futbolista y entrenador, born in Vinkovci.
- Ivica Olić,[17] futbolista, nacido en Davor.
- Ivan Rakitić,[18] futbolista.
- Goran Vlaović, futbolista, nacido en Nova Gradiška.
- Fabijan Šovagović, actor, nacido en Ladimirevci.
- Flórián Albert, futbolista, Balón de Oro en 1967, nacido en Hercegszántó.[19]
- Mario Mandžukić,[17] futbolista, nacido en Slavonski Brod.

## Galería

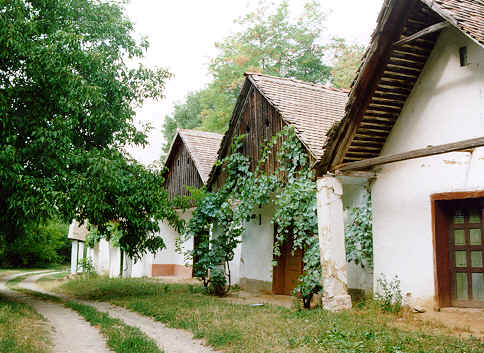
Bodegas de vino šokci.
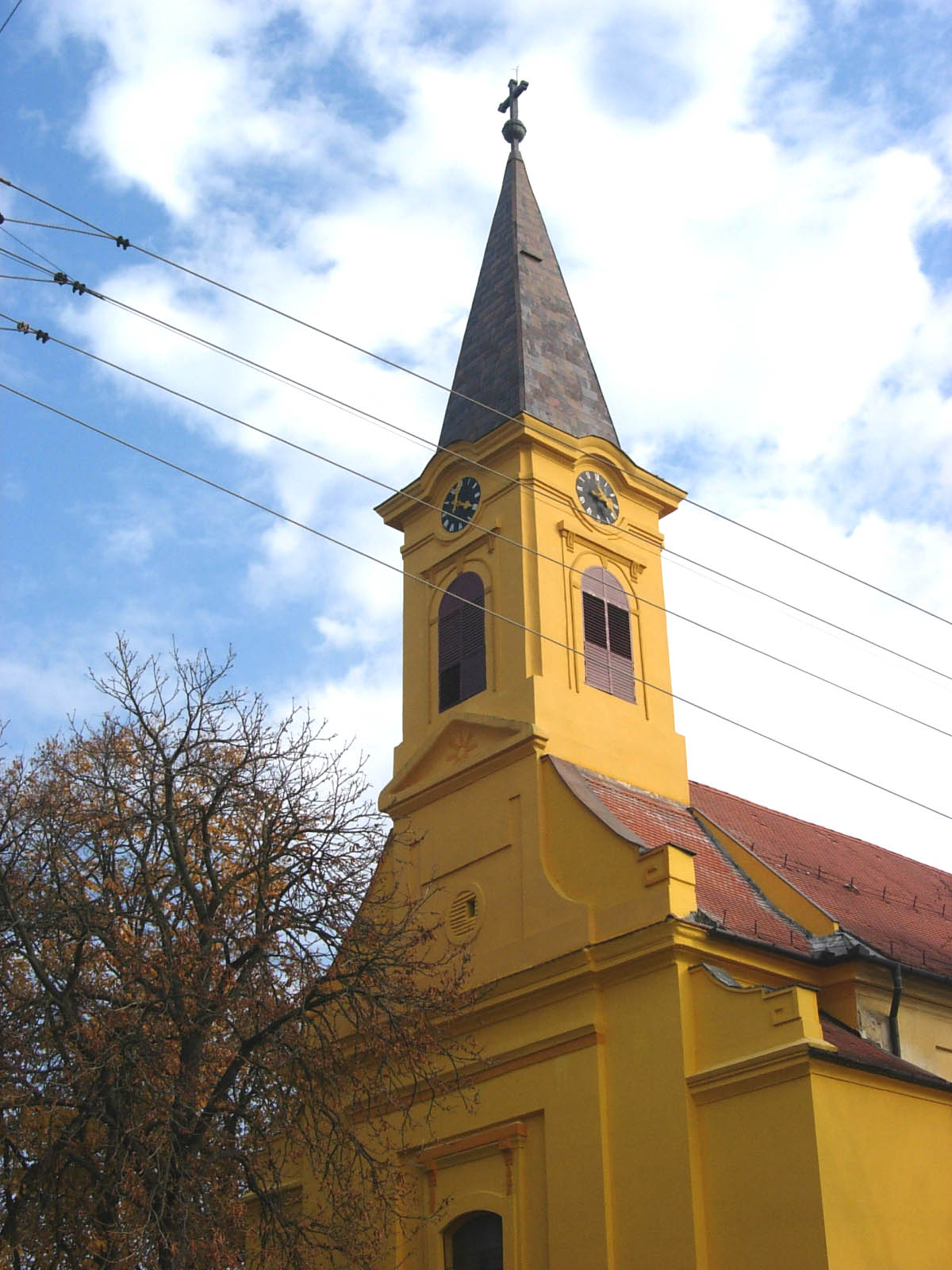
Iglesia católica del pueblo šokac de Bački Monoštor.
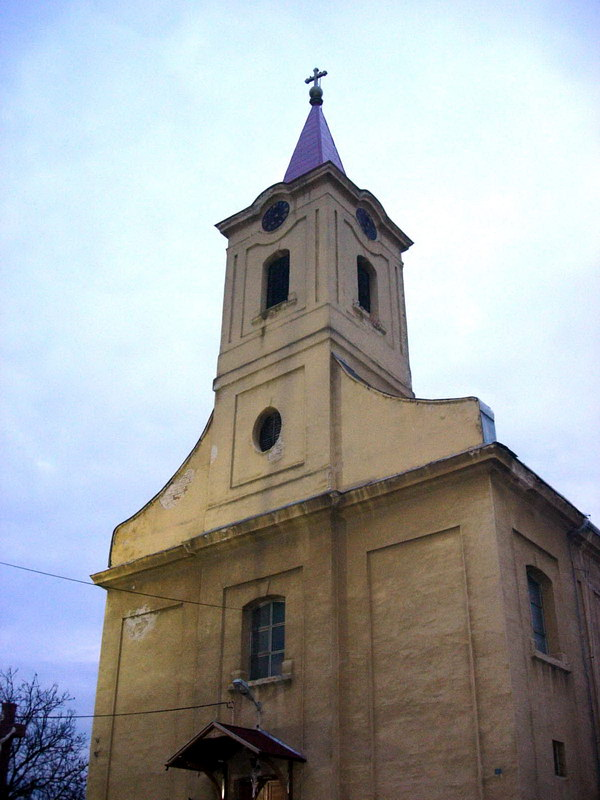
Iglesia católica del pueblo šokac de Bački Breg.